# Lena Sommestad
Lena Sommestad (ur. 3 kwietnia 1957 w Börje w gminie Uppsala) – szwedzka polityk i wykładowczyni akademicka, profesor historii gospodarczej, działaczka Szwedzkiej Socjaldemokratycznej Partii Robotniczej, w latach 2002–2006 minister środowiska.

## Życiorys
Absolwentka Uniwersytetu w Uppsali, gdzie doktoryzowała się w 1992. Została nauczycielem akademickim, w 2001 objęła stanowisko profesora historii gospodarczej na macierzystej uczelni. W pracy naukowej zajęła się m.in. zagadnieniami z zakresu demografii. W latach 1998–2002 pełniła funkcję dyrektora generalnego instytutu badawczego Institutet för framtidsstudier.
W latach 2002–2006 była ministrem środowiska w rządzie Görana Perssona. Do 2004 stała na czele ministerstwa, następnie po dokonanej reorganizacji pełniła tę funkcję w ramach resortu zrównoważonego rozwoju kierowanego przez Monę Sahlin.
W 2006 powołana w skład rady Szwedzkiego Banku Narodowego, w latach 2007–2010 była dyrektorem w Svensk Fjärrvärme, organizacji zrzeszającej przedsiębiorstwa ciepłownicze. W 2011 wybrana na przewodniczącą S-Kvinnor, organizacji kobiecej działającej przy Szwedzkiej Socjaldemokratycznej Partii Robotniczej (zakończyła urzędowanie w 2013). W latach 2012–2014 sprawowała mandat posłanki do Riksdagu. W 2014 objęła stanowisko gubernatora regionu Halland, które zajmowała do 2020.